# Ahmadou Bamba
Pour les articles homonymes, voir Bamba.
Cheikh Ahmadou Bamba (de son nom complet Ahmad Ibn Muhammad Ibn Habiballah), dit Khadimou ar-Rassoul (en arabe : خادم الرسول, « Serviteur du Prophète ») et Serigne Touba (chef religieux, fondateur de Touba), né en 1853 à Mbacké-Baol (Sénégal) et mort le 19 juillet 1927 à Diourbel, est un musulman sunnite, théologien acharite, juriste malékite, fondateur de sa propre voie soufi. Il est l'une des figures les plus importantes du soufisme au Sénégal et en Afrique de l'Ouest en qualité de fondateur de la confrérie des Mourides.

## Biographie

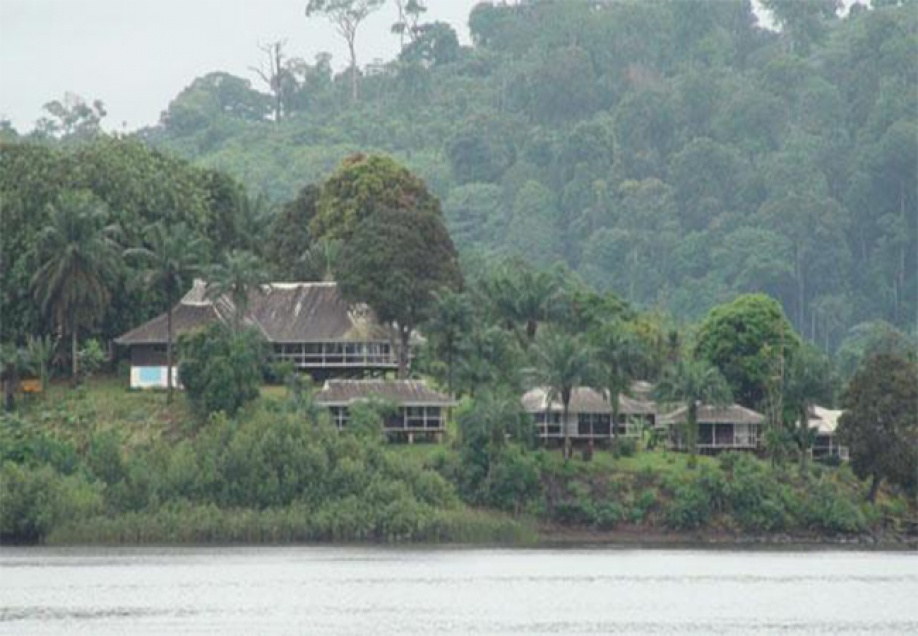
L'île de Mayumba au Gabon où Ahmadou Bamba est déporté.

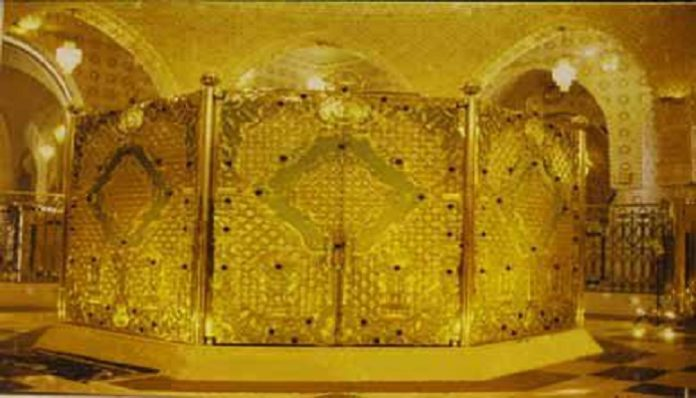
Mausolée d'Ahmadou Bamba à Touba.

Cheikh Ahmadou Bamba  est né à Mbacké-Baol au nord-est du Sénégal, ville fondée par son arrière-grand-père Maharam Mbacké dans le royaume du Baol. Il est plus connu sous l'appellation de cheikh Ahmadou Bamba, du nom de son homonyme cheikh Ahmadou Sall (un saint qui résidait dans la localité de Bamba, dans la région du Saloum). Son père, Momar Anta Saly Mbacké, était un savant et un cadi respecté par les rois de son époque. Sa mère Mame Diarra Bousso, plus connue sous le nom de Diarratou Allah (la protégée d'Allah) était une sainte reconnue tant par les Sénégalais que les Mauritaniens. 
À l'âge de 7 ans, il est confié par son père à son oncle Thierno Mboussobé afin d'apprendre le Coran. Ce dernier le confie à Serigne Tafsir Mbacké Ndoumbé, l'oncle de sa mère, afin de compléter ses études coraniques. Lorsque Tafsir Mbacké meurt, Ahmadou Bamba retourne à l'école de son père. Du vivant de son père, il versifie les écrits sur le Tawhid notamment Oum al Barahim d'Abdallah Sanoussi qu'il intitule Mawahib al Qoddous. Cet ouvrage de 600 vers pousse son père Momar Anta Saly à l'introduire dans le programme de son école. Cheikh Ahmadou Bamba écrit d'autres livres parmi lesquels Tazawudou Cikhar (« Le Viatique des jeunes ») et Jawharou Nafis (« Le Joyau précieux ») qui est un commentaire en vers de l'imam Abd al-Rahman Al-Akhdari. Dans le soufisme, Il compose également des odes et des panégyriques exclusivement dédiés à Allah et au prophète Mahomet. Son père quitte Patar pour aller fonder un autre village appelé Mbacké Cayor où il meurt trois ans plus tard en 1881.
Ahmadou Bamba resta à Mbacké Cayor pendant deux ans dans le dessein d'aider les disciples de son père à approfondir leurs connaissances. Il affirma que le prophète Mahomet lui est apparu et lui a demandé de ne plus éduquer ses disciples par l'étude mais par la ferveur spirituelle (Tarbiya). Il rassembla l'ensemble de ces étudiants qui étaient dans la daara (école coranique) de son père et leur dit : « si vous voulez seulement étudier, vous pouvez aller trouver les nombreux maitres de ce pays. Que ceux qui veulent être éduqué pour atteindre la proximité divine restent à mes cotés ». Après ces propos il les laissa prendre leur décision, à la fin il ne resta que quelques personnes dans sa daara qui était l'une des plus grandes du pays.
C'est la naissance de la mouridiyyah (la voie qui mène vers Allah). Il fonde Touba (Sénégal) en 1888, un lieu isolé situé à l'intérieur de la forêt de Mbaffar où il resta pendant sept ans.

### Début des épreuves
En 1889, après avoir constaté que trop de personnes lui vouaient un serment d'allégeance, le gouverneur français Clément Thomas donne l'ordre à Ahmadou Bamba de renvoyer ses disciples chez eux, mais ses directives demeurent sans effet. Une persécution générale s'ensuit et les mourides sont dépossédés de leurs biens, si bien qu'un exode vers Touba est organisé[Par qui ?].
Après plusieurs tentatives infructueuses pour inviter Ahmadou Bamba à se présenter à Saint-Louis, les convocations deviennent menaçantes mais ne donnent aucune suite. Ahmadou Bamba quitte Touba pour s'installer à Mbacké Bari dans le Djolof à 50 km au nord de Touba en avril 1895. Il décide le 10 août 1895 d'aller répondre à la convocation du gouverneur en quittant Mbacké Bari et rencontre sur le chemin l'armée coloniale à Djéwol. Il est arrêté et amené à Coki puis à Louga afin de prendre le train en direction de Saint-Louis. À Saint-Louis il est placé au siège du gouverneur de l'Afrique-Occidentale française (AOF). Le jeudi 5 septembre 1895, le conseil privé dirigé par le gouverneur général Louis Mouttet convoque une assemblée à l'issue de laquelle la décision d'envoyer Ahmadou Bamba vers le Gabon est adoptée. Son frère Mame Thierno Birahim Mbacké supplée à son absence auprès de sa famille et de la communauté mouride. L'administration coloniale justifie alors sa décision en affirmant : « Il ressort clairement du rapport que l'on n'a pu relever contre Ahmadou Bamba aucun fait de prédication de guerre sainte, mais son attitude, ses agissements, et surtout ceux de ses principaux élèves sont en tous points suspects. »
Il est embarqué le 21 septembre 1895 dans un paquebot brésilien, le Pernambuc, à destination du Gabon où il passe sept années dont cinq ans à Mayumba et deux ans à Lambaréné. À Mayumba, il est pratiquement livré à la nature dans des endroits inhabités, sans abri, ni nourriture, à la merci des bêtes sauvages, des intempéries des saisons de la région. L'objectif visé par l'autorité coloniale était sa suppression pure et simple.

### Retour d'exil
Le 11 novembre 1902, le navire Ville de Maceio où avait embarqué Ahmadou Bamba, arriva à Dakar au bout de 15 jours de navigation. Il fut accueilli par ses disciples et acclamé par la foule, alors que beaucoup pensaient qu'il était décédé. Il décida d'aller rendre visite à certains de ses disciples. Il fonda avec eux le village de Darou Marnane. Sa principale préoccupation dans cette zone était l'éducation spirituelle de ses talibés. À Darou Marnane beaucoup de gens vinrent lui rendre visite, de tous les coins du pays. Ces mouvements de foule inquiétèrent à nouveau l'administration coloniale qui décida de l'arrêter, et de l'exiler en Mauritanie auprès d'un érudit maure, Sidia Baba. En 1904 à Sarsara, Ahmadou Bamba affirma avoir vu le prophète en veille et que ce dernier lui aurait remis son propre wird nommé "Al Wird'ul Maahuuzu". Ahmadou Bamba resta en Mauritanie jusqu'au 26 avril 1907 soit 4 ans et reçut de l'administration coloniale l'autorisation de revenir au Sénégal. Dès son retour il fut assigné en résidence surveillée à Thiéyène. Dans cet endroit Ahmadou Bamba et son entourage sont discrètement surveillés et les visites de ses disciples limitées.
Après avoir obtenu l'autorisation de retourner au Baol par une lettre que le gouverneur général du Sénégal Henri François Charles Cor avait adressée au gouverneur de l'AOF William Merlaud-Ponty, Ahmadou Bamba quitte Thiéyène le 12 janvier 1912 pour arriver à Diourbel le 16 janvier 1912. Il s'installa en février 1913 sur un site choisi par lui-même qu'il nomme la maison bénite (buuq'at al-mubâraka), ou en wolof Keur gou Mak. Les autorités françaises réalisent qu'Ahmadou Bamba ne désire pas la guerre. Dès lors, puisque la doctrine d'Ahmadou Bamba les sert, elles décident de collaborer avec lui. Pour sa contribution à la Première Guerre mondiale Ahmadou Bamba est honoré par le gouverneur, qui lui décerne en janvier 1919, le diplôme et la croix de chevalier de la légion d'honneur. Le marabout accepta le diplôme, mais refusa de porter la Croix de la Légion d'honneur dans la mesure où ses principes religieux s'y opposaient. En 1921, le cheikh organisa publiquement pour la première fois l'anniversaire de son départ en exil. Il recommanda ensuite aux mourides de rendre grâce à Dieu chaque année à cette date par l'adoration de Dieu, la lecture du Coran et la distribution des repas. 
Ahmadou Bamba meurt le mardi 19 juillet 1927 à son domicile de Diourbel. Son corps fut transporté par voiture le lendemain à Touba et fut inhumé dans sa maison, rattachée aujourd'hui à la grande mosquée de Touba. Il est remplacé officiellement par son fils aîné, Mouhamadou Moustapha Mbacké, à la tête de la confrérie mouride. Son tombeau est par la suite, devenu un lieu de pèlerinage.

## Croyance et doctrine
Ahmadou Bamba était de croyance traditionnelle sunnite. Ainsi il dit au début de son livre Mawâhibou l-Qouddoûs : « Il (Allâh) n’a pas de semblable, Il ne dépend pas du temps, Il est exempt du genre et Il est sans endroit.». Son mysticisme soufi s'inscrit ainsi dans le cadre du fiqh et une vision orthodoxe du sunnisme.
Reprenant la charge de l'école de Mbacké Cayor après la mort de son père, il organise un système d'enseignement articulé autour de trois piliers : l'instruction (taalim), l'éducation (tarbiyya) et l’entraînement à la vie (tarqiyya). Le premier correspond à l'enseignement religieux et traditionnel des écoles coraniques alors que les deux autres répondent à des objectifs alors nouveaux. La taarbiyaa repose sur la soumission volontaire du mouride à un maître. Elle prévilégie l’action et vise à corriger les adeptes, par exemple en enjoignant à des « nobles » (geer) d'effectuer des tâches dévolues aux personnes castées (les ñeeño) afin de leur apprendre l'humilité. Elle comprend également des prêches et des échanges informels. Lors de la tarqiyya, qui marque la fin de l'enseignement, le disciple aide son marabout dans la gestion de son domaine, et celui-ci en retour l'introduit à la vie réelle, et lui apprend à se débrouiller face aux aléas du quotidien. Ce programme éducatif visait à retrouver l'esprit des établissements soufis.

## Photographies

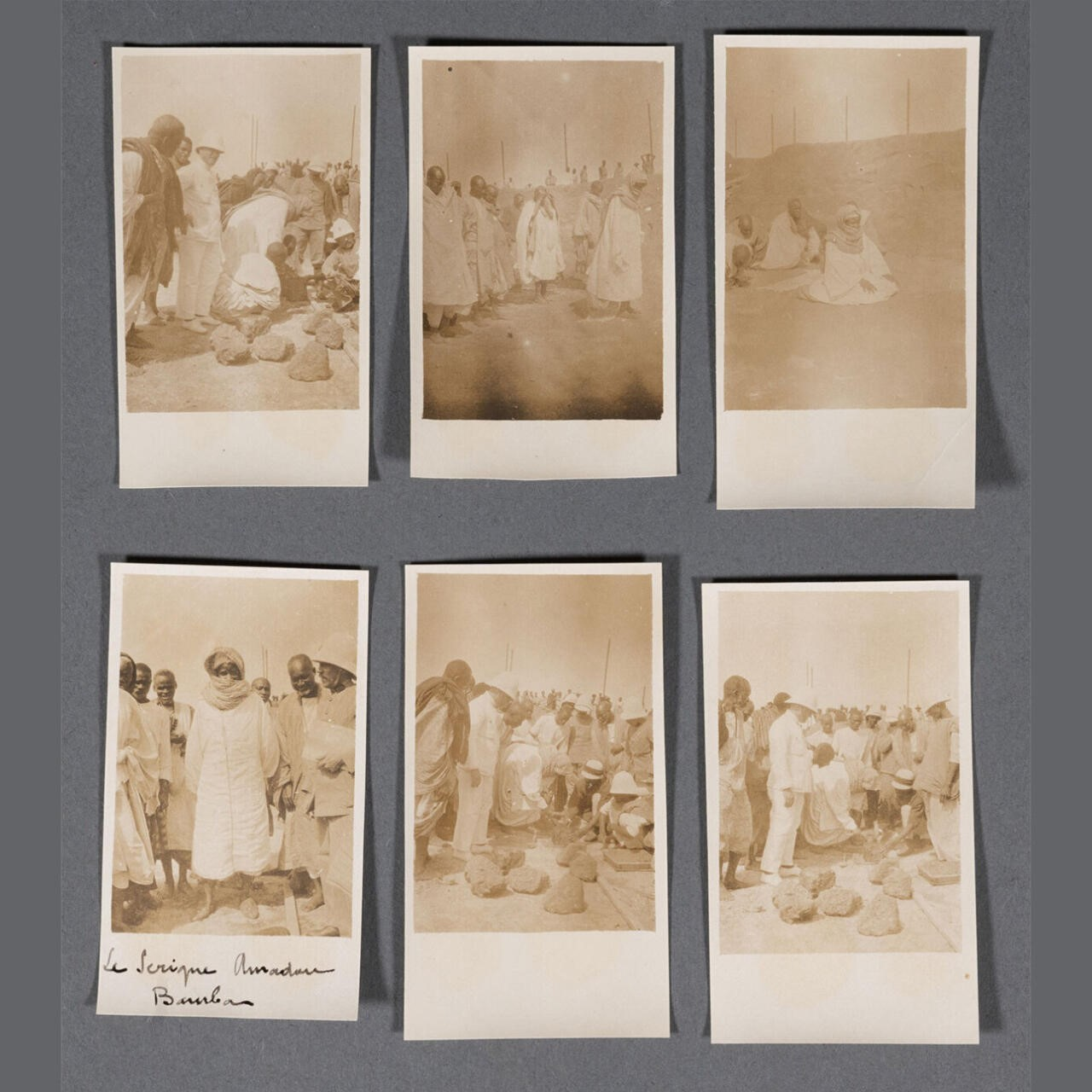
Ahmadou Bamba (1918).

En 2020, 6 photographies d'Ahmadou Bamba, prises probablement à Diourbel en 1918, apparaissent sur Internet. Après enquête, la confrérie mouride valide leur authenticité et les rachète 55 000 euros. Les photographies sont remises en avril 2023 à la confrérie mouride par l'ambassadeur du Sénégal en France.

## Œuvres littéraires
Le nombre de ses écrits est estimé à plusieurs milliers[réf. nécessaire]. Fernand Dumont (dans La pensée religieuse d'Amadou Bamba, p. 11-32) a recensé quarante-et-un ouvrages du cheikh couramment publiés au Sénégal, mais il en existe encore d'autres, la plupart étant conservés à la bibliothèque de Daaray Kamil à Touba. Parmi les plus diffusés on trouve ceux-ci :
- Massâlikoul Jinan (Les itinéraires du paradis), livre qui traite du soufisme. L'un des plus grands livres d'Ahmadou Bamba
- Tazawudou Cikhâr (Le viatique des adolescents), livre d'initiation destiné aux plus jeunes et qui résume les 3 parties de la religion qui sont la Profession de foi (Iman), les pratiques cultuelles (Islam) et la perfection spirituelle (Ihsan).
- Diawharou Nafis (Le Joyau précieux), livre qui traite de la jurisprudence islamique
- Tazawudou Choubâne (Le viatique des Jeunes), à l'égard de Tazawudou Cikhar traite les 3 parties de la religion mais il est plus détaillé.
- Mawahiboul Qoudoûss (Les dons du Très-Saint), traite de la théologie islamique (tawhid)
- Mounawirou Soudoûr (L'illumination des cœurs), livre qui traite du perfectionnement spirituel. Le cheik y enseigne comment purifier les membres du corps des péchés
- Maghâ liqou Nîran (Les verrous de l'enfer), livre qui traite du perfectionnement spirituel
- Nahju Qadâ al hâj (La voie de la satisfaction des besoins), cette œuvre traite de la Politesse légale
- Silkul Jawâhir (Le collier en perles précieuses), compilation de conseils et de hadith
- Majmahun Nûrayni (Jonction des deux lumières), recueils de prières, de conseils et de hadith
- Safinatoul Amane (Le Nef de la Sécurité), prières surérogatoires appuyés sur différents hadith
- Jazbul Qulûb (L'attirance des cœurs), ode dédiée au prophète

Ouvrages d'Ahmadou Bamba traduits en français et publiés :
- Les Chemins du Paradis (Masâlik al-Jinân). Traduction par Abdallah Penot. Éditions i / Institut Asharite, 2020 ;
- Les Itinéraires du Paradis (Massalik al-Jinan), suivi de Huqqa-l-Bukau. Traduction de Serigne Same M’Baye. Éditions Dar al-Kitab, 1984 ;
- Recueil de Poèmes en Sciences religieuses, deux Tomes (T.1 : Le Viatique des adolescents ; Le Joyau précieux ; Le Viatique de la jeunesse. T.2 : Les Dons du Très Saint ; L’Illumination des cœurs ; Les Verrous de l’enfer et les clefs du Paradis ; La Voie de la satisfaction). Bilingue arabe/français. Traduit par Serigne Same Mbaye. Édition des Étudiants Mourides de Dakar, Sénégal, 1988 ;
- Recueil de panégyriques du Meilleur des Envoyés, (Bilingue arabe/français). Traduction de Serigne Same M’baye. Édition de la Dahira des Étudiants Mourides (DEM) de Dakar, 1989 ;
- Les Dons du Reconnaissant (Jazâ’u Al-Shakûr). Petit récit autobiographique du Cheikh Ahmadou Bamba sur son arrestation et sa déportation au Gabon en 1895 (en vers et en prose). Traduction de la Dahira des Étudiants Mourides, Dakar, 15 p.
- Divers poèmes (qaçâ’id) du Cheikh A. Bamba traduits en français. Éditions numériques sur : https://archive.org/details/khassida-francais.

#### Sources primaires
- Oumar Ba (documents recueillis par), Ahmadou Bamba face aux autorités coloniales (1889-1927), 1982

#### Ouvrages
- Serigne Bachir (Bassirou) Mbacké (fils de Cheikh Ahmadou Bamba), Minan Al-Bâqî Al-Qadîm (Les Bienfaits de l’Éternel ou La biographie du Cheikh Ahmadou Bamba Mbacké), traduit de l’arabe par Khadim Mbacké, IFAN Cheikh Anta Diop, Presses de l’Imprimerie Saint-Paul, Dakar, 1995, 439 p.
- Serigne Lamine Diop Dagana (grand disciple du Cheikh Ahmadou Bamba), Irwâ’ un-Nadîm min adhbi hurb al-khadîm (L’Abreuvement du Commensal dans la Douce Source d’amour du Serviteur). Traduit de l’arabe par Khadim Mbacké. Edition numérique : http://khassidaenpdf.free.fr/khassida_pdf/Abreuvoir-du-commensal-irwanoun%20nadiim.pdf (93 pages)
- (en) Cheikh Anta Babou, Fighting the Greater Jihad : Amadu Bamba and the Founding of the Muridiyya of Senegal, 1853-1913, Ohio University Press, 2007,  (ISBN 978-0-8214-1766-9)
- Cheikh Anta Babou, Le Jihad de l'âme, Ahmadou Bamba et la fondation de la Mouridiyya au Sénégal . Editions Karthala, 2011
- Cheikh Guèye, Touba : la capitale des mourides, Paris, Khartala, 2002, 536 p.
- Ousseynou J.M. Gueye, Ahmadou Bamba, le solitaire de Dieu. Edition de l'auteur, Québec, 2014.  (ISBN 978-2-9814373-1-0)
- Abdou Seye, Des hommes autour du Serviteur de l'Envoyé - Aperçu biographique de disciples de Cheikh Ahmadou Bamba, Édition 1438 h / 2017
- Abdou Aziz Mbacké, Khidma, la vision politique de Cheikh Ahmadou Bamba : essai sur les relations entre les mourides et le pouvoir politique au Sénégal, Projet Majalis, 2010
- Alioune M'Backé (Didier Hamoneau), Vie et enseignement du cheikh Ahmadou Bamba : maître fondateur de la voie mouride, Éd. Al-Bouraq/Diff. Librairie de l'Orient, 1999
- Alioune M'Backé (Didier Hamoneau), Le Printemps de l'Islam, comprendre l'Islam spirituel à travers la vie et les enseignements du grand Maître Ahmadou Bamba. Editions Mille & Une Lumières, 2022
- Fernand Dumont, La pensée religieuse d'Amadou Bamba, Dakar, Les Nouvelles Éditions Africaines, 1975, 371 p.
- Ahmadou Khadim Sylla, La doctrine de Cheikh Ahmadou Bamba. Origines et enseignements, Éditions L'Harmattan, 2015
- Cheikh Mar Sow, La Pensée De Cheikh Ahmadou Bamba Face Aux Défis Africains, Éditions L'Harmattan, 2016
- Abdallah Fahmi, Cheikh Ahmadou Bamba. Joyau de la sainteté, Éditions ALBOURAQ, 2018
- Abdoulaye Dieye, L'histoire du Cheikh Ahmadou Bamba - serviteur du prophète - racontée aux enfants, dessins de Ibrahima Fofana, Éditions CDG Créations, 1990
- Abdoulaye Dieye, Sur les traces de Cheikh Ahmadou Bamba : l'exil au Gabon, période coloniale, 1895-1902, Edition Ndigel, L'Harmattan, 1985
- Claude Dazun, Rencontre avec un homme de Dieu : sheikh Ahmadou Bamba, Éd. Ndigel/Diff. Mouvement islamique des mourides d'Europe, 1990
- Vincent Monteil, « Une confrérie musulmane : les Mourides du Sénégal », Archives de sociologie des religions, no 14, 1962, p. 77-102

#### Thèses
- Fernand Dumont, Essai sur la pensée religieuse d’Amadou Bamba (1850-1927), Dakar, Université Cheikh Anta Diop, 3 vol. (thèse), 1968
- Cheikh Mor Doje, La vie religieuse de Ahmadou Bamba M'Backe, 1980 (thèse).
- Ahmadou Drame Serigne, La pensée religieuse de Cheikh Ahmadou Bamba, fondateur du mouridisme (Sénégal), 1985 (thèse)
- Amadou Ndiaye, La confrérie mourides et ses rapports avec le pouvoir politique au Sénégal de 1960 à 2000, thèse de doctorat, Université de Perpignan, France, 2011
- (en) Ahmed Pirzada, The epistemology of Ahmadou Bamba, Birmingham, University of Birmingham, 2003 (thèse)

#### Articles
- Mouhameth Galaye Ndiaye, « Le réalisme pragmatique du Cheikh suprême de la Muridiyya », Revue (Mouride Eveillé) 2007
- Cheikh Anta Mbacké Bambou, « Autour de la genèse du mouridisme », Islam et société au sud du Sahara, no 11,‎ novembre 1997, p. 5-38 (ISSN 0984-7685)
- (en) Giulia Paoletti, « Searching for the Origin(al) », Cahiers d'études africaines, no 230,‎ 1er juin 2018, p. 323–348 (ISSN 0008-0055, DOI 10.4000/etudesafricaines.22096, lire en ligne).